# Stanislava Škvarková
Stanislava Škvarková (20 de abril de 1996) es una deportista de Eslovaquia que compite en atletismo. Ganó una medalla de oro en el Campeonato Europeo de Atletismo por Equipos de 2021, en la prueba de 100 m vallas.